# Universeel Sportpaleis Molot
Universeel Sportpaleis Molot (Russisch: Универсальный Дворец спорта Молот) is een overdekte sportarena die is gevestigd in Perm, oblast Perm. De arena wordt voornamelijk gebruikt voor ijshockey en basketbal, boksen, tennis en andere sporten. De capaciteit is 7.000 plaatsen voor basketbalwedstrijden en 6.000 plaatsen voor ijshockeywedstrijden.

## Geschiedenis
De bouw van het Universeel Sportpaleis Molot werd voltooid in 1966, waarna het de thuisbasis werd van ijshockeyclub Molot-Prikamye Perm. Van 1995 tot 2008 was het de thuisbasis van Ural-Great Perm. In 2016 is basketbalclub Parma Perm de Arena gaan gebruiken als thuisbasis.